# Joseph Gärtner
Joseph Gärtner (1732-1791) (* Calw, 12 de março de 1732 † Tübingen, 14 de julho de 1791), foi naturalista, zoólogo, médico e botânico alemão. Foi professor de anatomia em Tübingen e professor de botânica em São Petersburgo.

## Biografia
Estudou medicina em Tübingen e Göttingen, onde teve Albrecht von Haller (1708-1777) como seu professor. Depois de doutorar-se, fez longas viagens à Holanda, França, Itália, e Inglaterra. Em Montpellier entrou em contato com François Boissier de Sauvages de Lacroix (1706-1767), em Londres encontrou-se com Philip Miller (1691-1771) e William Hudson (1730-1793), e em Leiden estudou junto de Adriaan van Royen (1704-1779), diretor do Jardim Botânico da cidade. 
Em 1760 tornou-se professor de anatomia em Tübingen, e em 1768 foi nomeado professor de botânica e diretor do Jardim Botânico de São Petersburgo. Entretanto, dois anos depois, em 1770, retornou à sua cidade natal Calw, devido a sua pouca tolerância ao clima litorâneo do norte europeu de São Petersburgo. Em Calw, foi diretor do Jardim Botânico onde cuidou das coleções de história natural. Aí se consagrou na redação da sua obra prima: De fructibus et siminibus plantarum (1788-1791).
Em 1761, tornou-se membro da Royal Society e da Academia de Ciências de São Petersburgo. Sem dúvida nenhuma ele é também autor da obra Supplementum carpologiae (1805-1807), publicada pelo seu filho. Ele é considerado o fundador da carpologia, ciência que estuda as sementes e os frutos. Sir Joseph Banks (1743-1820) e Carl Peter Thunberg (1743-1828), depois de uma viagem pelo mundo, confiam a ele suas amostras. Em 1772 nasceu o seu filho Karl Friedrich von Gärtner (1772-1850), que também se tornou botânico.

## Obra
- De Fructibus et Seminibus Plantarum (1788-1792)